# Cwi Hirsz Kaliszer

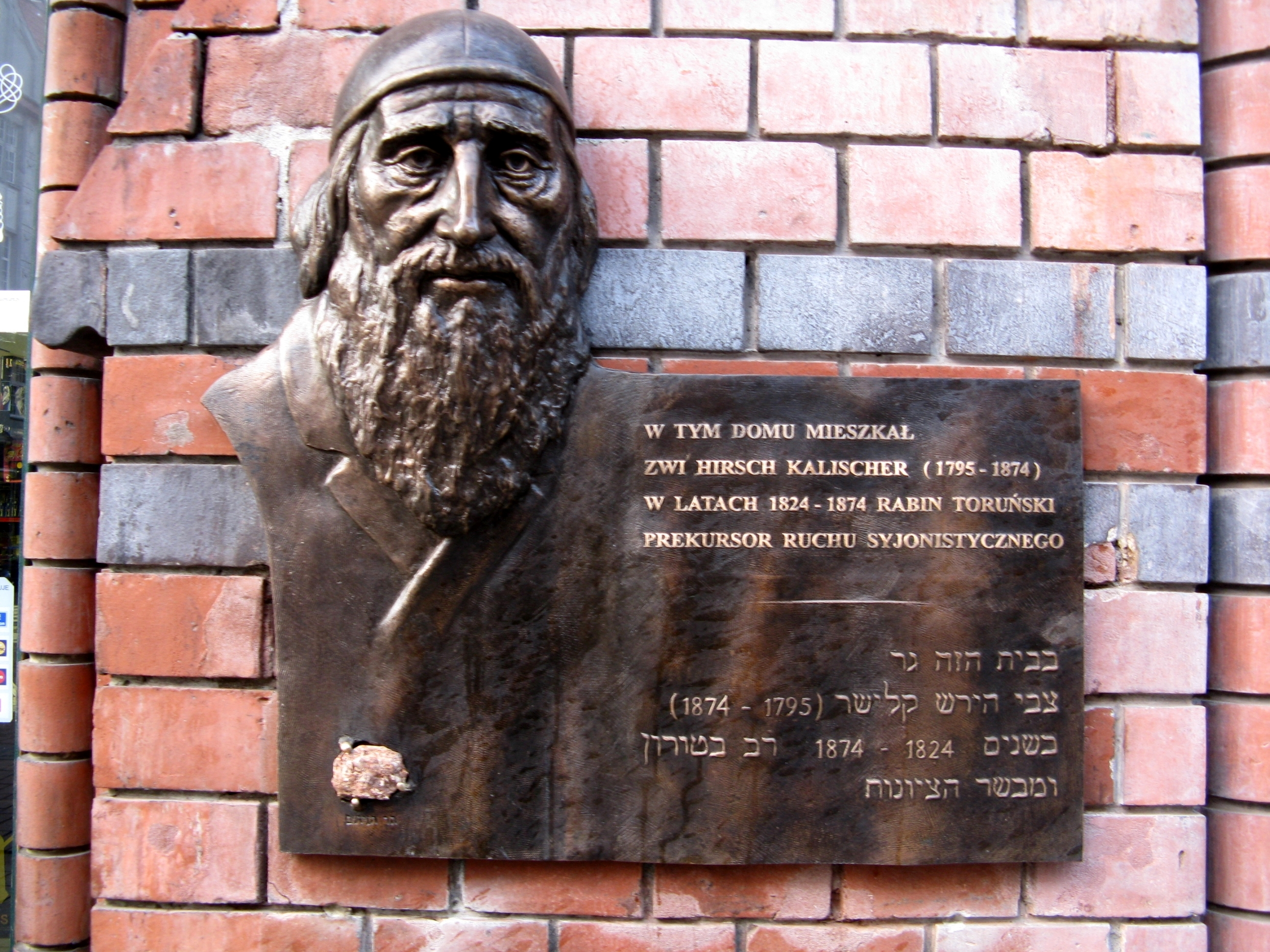
Tablica poświęcona rabinowi Kaliszerowi w Toruniu

Cwi Hirsz Kaliszer (ur. 24 marca 1795 w Lesznie, zm. 16 października 1874 w Toruniu) – niemiecki rabin, jeden z pionierów ruchu syjonistycznego. Poparł śmiały pomysł emigracji Żydów do Ziemi Izraela i budowy tam nowych osad rolniczych. Jego idee stały się podstawą do założenia organizacji Chowewej Syjon.

## Życiorys

### Dzieciństwo i młodość
Hirsz Kaliszer urodził się w 1795 roku w Lesznie, położonym w zachodniej części Polski, będącej od 1793 roku w zaborze pruskim. Odebrał religijne nauczanie w jesziwie rabina Jaakowa Lorberbaum, a następnie udał się do Poznania, gdzie był uczniem rabina Akiwy Egera. Poza tradycyjnym judaizmem został wykształcony w filozofii literatury i kabale. Gruntownie poznał dzieła średniowiecznych żydowskich filozofów, a także Kartezjusza, Spinozę, Mendelssohna i Kanta.
Cwi Hirsz Kaliszer ożenił się z Henriette Cohn (1802–1889) pochodzącą z Nieszawy. Urodziło się im jedenaścioro dzieci: Louis, Amalie (1827–1909), Jacob (1833–1917), David (1836–1916), Wolf Ze’ew (1839–1892), Alfred (1842–1909), Johanna (1845–1929), Jenny (1847–1928), Moritz, Ernestine i Auguste. Po ślubie osiadł w Toruniu, gdzie uczył się praktycznie od własnego ojca.

### Praca publiczna
W 1825 roku Kaliszer został mianowany rabinem w Toruniu. Przez wszystkie kolejne lata pracował jako rabin. W jego charakterze dominowała bezinteresowność, i nigdy nie brał wynagrodzenia za swoją pracę. Rodzina utrzymywała się z prowadzonego przez żonę małego sklepu. Podobnie jak wielu innych ówczesnych rabinów, również i Kaliszer sprzeciwiał się ruchowi Haskali, walcząc z nowymi reformami i pomysłami. Jednak Kaliszer, przeciwnie do tradycyjnego biernego oczekiwania na zbawienie, uważał, że Żydzi powinni działać świadomie „powoli dochodząc do odkupienia Izraela”. Uważał, że powrót Żydów do Ziemi Izraela miał być pierwszym krokiem w Bożym dziele zbawienia ludzkości. Początek jego działalności publicznej przypadł na 1836 rok, kiedy to napisał list do niemieckiego bankiera żydowskiego pochodzenia Amschela Mayer Rotszylda. Był on najstarszym synem dynastii Rotszyldów. Kaliszer zwrócił się do niego z prośbą o pomoc w zakupie ziemi w Palestynie, będącej wówczas pod panowaniem Imperium Osmańskiego. W liście tym po raz pierwszy wyraził swoje poglądy na temat odkupienia narodu żydowskiego w sposób naturalny, bez oczekiwania na Bożą interwencję i wznowienie kultu ofiarnego na Wzgórzu Świątynnym w Jerozolimie. W 1839 roku Kaliszer z podobną prośbą zwrócił się do brytyjskiego filantropa żydowskiego pochodzenia Mosesa Montefiore. W kolejnych latach Kaliszer prowadził liczną korespondencję z różnymi rabinami na temat przywrócenia ofiar. Ta wymiana listów z komentarzami została później przedstawiona w jego książce zatytułowanej Wymogi Syjonu (hebr. דרישת ציון). W 1843 roku Kaliszer opublikował pierwszą część książki Uczciwa Wiara (hebr. אמונה ישרה), w której zawarł swoje poglądy na temat wiary, filozofii i kabały. Publikacja drugiej części książki opóźniła się do 1870 roku z powodu działalności na rzecz osadnictwa żydowskiego w Palestynie. Napisał także Eben Bochan, komentarz do kilku zagadnień prawnych z Szulchan Aruch, Choszen Miszpat i Sefer Moznajim la-Miszpat, trzyczęściowy komentarz do całości Choszen Miszpat; glosę „Tzvi L′Tzadik” (hebr. צבי לצדיק) do Szulchan Aruch i Joreh De-ah, Sefer ha-Berit, komentarz do Pięcioksięgu; Sefer Yetzi'at Mitzrayim, komentarz do Haggadah; Chiddushim na temat szeregu traktatów Talmudu. Publikował też w czasopismach, m.in. HaMaggid, Syjon, Ha'Ibri i HaLewanon.
W 1859 roku do Kaliszera dołączył rabin Natan Friedland. Rok później wspólnie zorganizowali w Toruniu konferencję na temat osadnictwa żydowskiego w Ziemi Izraela. Do Torunia przyjechało wówczas wielu wybitnych rabinów, w tym wielkopolski cadyk Elijahu Guttmacher. W wyniku tej konferencji, we Frankfurcie nad Menem powstało stowarzyszenie Związek dla Kolonizacji Palestyny (niem. Israelistischer Verein zur Kolonisation von Palästina) zajmujące się podjęciem praktycznych działań na rzecz osadnictwa żydowskiego w Palestynie. Od 1861 roku zaczęto zbieranie funduszy na budowę domów dla ubogich w Jerozolimie. Mniej więcej w tym czasie Kaliszer dostrzegł potrzebę wspierania rozwoju żydowskiego rolnictwa w Palestynie. Wiązał się z tym poważny problem, ponieważ europejscy Żydzi mieli zakaz posiadania ziemi, w związku z tym nie mieli żadnych umiejętności rolniczych. Widząc to, Kaliszer rozpoczął wieloletnie działania na rzecz założenia żydowskiej szkoły rolniczej. W 1870 roku jego syn, Wolf Ze’ew Kaliszer, wydzierżawił od tureckiego sułtana ziemię położoną na południowy wschód od miasta portowego Jafa. Powstała tu szkoła rolnicza Mikwe Jisra’el.
Kaliszer przez całe życie pragnął wyemigrować do Ziemi Izraela, jednak pogarszający się stan zdrowia uniemożliwił mu to. Zmarł 16 października 1874 roku w Toruniu.

## Znaczenie
Nauki rabina Cwi Hirsz Kaliszera odegrały bardzo ważną rolę w rozwoju wczesnego ruchu syjonistycznego.